# Oskar Żawrocki
Oskar Żawrocki (ur. 15 czerwca 1901 w Oradówce k. Humania, zm. 12 listopada 1988 w Gdańsku) – polski działacz harcerski, instruktor ZHP, zastępca komendanta Gdańskiej Chorągwi Harcerzy, dowódca tajnych Harcerskich Oddziałów Bojowych w Gdańsku, uznawany za bohatera Chorągwi Gdańskiej ZHP.

## Życie prywatne
Urodził się 15 czerwca 1901 w Oradówce k. Humania, syn Henryka i Marii z d. Neumanow. W wieku 14 lat został sierotą. W latach 1905–1919 mieszkał w Humaniu. Tam ukończył rosyjską wyższą szkołę podstawową. Jednocześnie uczył się na prywatnych kompletach polskich, które pogłębiały w nim uczucia patriotyczne. W 1919 r. pracował w Zakładach Rady Głównej Opiekuńczej w Pruszkowie. Zdemobilizowany w 1921 r. kontynuował pracę w Zakładach RGO w Pruszkowie, jako kierownik bursy i wychowawca. Był też nauczycielem WF w Gimnazjum im T. Zana. W 1921 r. rozpoczął naukę w gimnazjum im. Ks. Józefa Poniatowskiego w Warszawie, gdzie zdał maturę. Przez rok studiował na Wydziale Fizyki Uniwersytetu Warszawskiego. Później ukończył kurs w Państwowym Instytucie Wychowania Fizycznego w Poznaniu i obronił pracę u prof. Piaseckiego, uzyskując stopień magistra. W latach 1927–1928 uczęszczał do Szkoły Podchorążych Rezerwy Piechoty w Ostrowi-Komorowie. Od 1926 do 1936 był także nauczycielem w renomowanym Gimnazjum i Liceum im. Sułkowskich w Radzynie. Był też wiceprzewodniczącym Państwowej Rady WF i PW, a od 1958 r. członkiem Głównego Komitetu Kultury Fizycznej. Był założycielem  i wieloletnim prezesem Oddziału Gdańskiego Polskiego Towarzystwa Naukowego Kultury Fizycznej. Zmarł w Gdańsku 12 listopada 1988 r.

## Harcerstwo
W Humaniu w 1917 r. zetknął się z harcerstwem, które wywarło znaczny wpływ na całe jego życie. Działał tam wspólnie z przyjacielem Aleksandrem Kamińskim, później podobnie jak i on był znanym instruktorem harcerskim. W 1919 r. został komendantem hufca w Humaniu i przedostał się przez front do Warszawy. W 1919 r. pracował w Zakładach Rady Głównej Opiekuńczej w Pruszkowie. W czasie pobytu w Pruszkowie i Warszawie był członkiem Chorągwi Warszawskiej Harcerzy i komendantem hufca pruszkowskiego. W 1920 r. utworzył pluton harcerski, którym dowodził podczas walk z bolszewikami w ramach 221 pp i 33 pp.  Jednocześnie instruktor chorągwi wielkopolskiej, później jeden z najbardziej znanych instruktorów w całym ZHP, od 1936 członek Komisji Przysposobienia Wojskowego przy Naczelnictwie ZHP w Warszawie. W latach 1936–1939 oddelegowany do pracy harcerskiej w Wolnym Mieście Gdańsku. Został skierowany do Gdańska decyzją Naczelnika Harcerzy z 22 października 1936 r. formalnie 1 września 1936 r. przez Ministerstwo Wyznań Religijnych i Oświecenia Publicznego został przydzielony do Komisariatu Generalnego Rzeczypospolitej Polskiej w Wolnym Mieście Gdańsku i jako pracownik tej placówki posiadał paszport dyplomatyczny, dający mu gwarancję bezpieczeństwa osobistego na trudnym gdańskim terenie. Jego pokój mieścił się w Wydziale Wojskowym KG RP, co związane było z jego tajną misją. Oficjalnie pełnił funkcję instruktora ds. harcerstwa i wychowania fizycznego w Komisariacie Generalnym RP w Gdańsku. Do jego obowiązków, jako pracownika KG RP należało przeprowadzanie wizytacji polskich szkół na całym terenie Wolnego Miasta Gdańska. Odegrał wybitną rolę w aktywizacji harcerstwa gdańskiego. Od 1937 r. był jednocześnie zastępcą komendanta Chorągwi Gdańskiej Harcerzy, był też kierownikiem wydziału programowo-szkoleniowego oraz kierownikiem referatu wychowania fizycznego, opiekunów i kształcenia starszyzny. Ułatwiało mu to znacznie prowadzenie wśród harcerzy w Gdańsku tajnych prac zleconych przez II Oddział Sztabu Głównego WP. Organizował szkolenie wojskowe gdańskich instruktorów i harcerzy. W grudniu 1936 r. utworzył tzw. plutony harcerskie, które były bazą dla potrzeb dywersji pozafrontowej. W 1936 r. został członkiem Komisji Przysposobienia Wojskowego przy Naczelnictwie ZHP w Warszawie. Należał do najwybitniejszych instruktorów harcerskich i pomimo pobytu w Gdańsku pełnił funkcję kierownika Wydziału Drużyn w Głównej Kwaterze Harcerzy w Warszawie. Był m.in. współtwórcą Trzyletniego Wyścigu Pracy. Został zaprzysiężony i przeszkolony w Polsce w zakresie dywersji pozafrontowej w ramach prac II Oddziału Sztabu Głównego WP, w jednym z ośrodków szkolenia kadr dywersyjnych w Puszczy Kampinoskiej. Spośród instruktorów i starszych harcerzy oraz członków Kół Przyjaciół Harcerstwa w Gdańsku typował kandydatów do HOB i organizował ich szkolenie w Chowańcu, Rozłuczu i Solcu Kujawskim. Podlegał w tym zakresie bezpośrednio ppłk. Rosnerowi a następnie ppłk. Sobocińskiemu – kolejnym szefom Wydziału Wojskowego KG RP w Gdańsku. Jako dowódców pierwszych tajnych harcerskich „trójek” w Gdańsku wyznaczył: ppor rez. phm. Tadeusza Szymańskiego, plut. rez. phm Jana Trojaka i ppor. rez. hm. dr. Kulczyckiego.  W III 1939 r. uczestniczył w Gdyni w odprawie dowódców gdańskich oddziałów dywersyjnych. Od 10.06.1939 r. był Komisarzem Pogotowia Harcerzy w Gdańsku, którego zadaniem było przygotowanie harcerzy gdańskich do wojny. W sierpniu 1939 r. odwoływał członków ZHP i HOB z Gdańska do Gdyni. Wojna zastała go w Gdyni, gdzie utworzył ochotniczy oddział z instruktorów i harcerzy gdańskich. Następnie będąc por. rez. walczył w obronie Gdyni i Kępy Oksywskiej, jako adiutant płk. Dąbka. Ranny dostał się do niewoli i przebywał w Oflagu IV A Hohenstein, a następnie VI A Murnau, gdzie był adiutantem starszego obozu gen. dyw. Tadeusza Kutrzeby. Uniknął w ten sposób tragicznego losu wielu gdańskich instruktorów i harcerzy aresztowanych w Gdańsku po wybuchu wojny. Po wojnie krótko był kierownikiem referatu WF w II Korpusie. Po powrocie do Gdańska na przełomie 1945/46 był wizytatorem i naczelnikiem wydziału w Kuratorium Okręgu Szkolnego. Wielokrotnie przesłuchiwany przez UB w związku z przedwojenną działalnością, zarzucano mu, że był oficerem Oddziału II. Jednocześnie do emerytury był kierownikiem Studium WF Akademii Lekarskiej w Gdańsku. Był aktywnym działaczem społecznym. Od grudnia 1956 r. wiceprzewodniczącym Naczelnej Rady Harcerskiej reaktywowanego ZHP. Funkcję tę pełnił do kwietnia 1958 r., kiedy to razem z Aleksandrem Kamińskim i grupą wybitnych przedwojennych instruktorów harcerskich wycofał się z aktywnej pracy w ZHP, na znak protestu przeciwko ponownemu podporządkowaniu ZHP celom PZPR.

## Ordery i odznaczenia
- Krzyż Kawalerski Orderu Odrodzenia Polski
- Medal Niepodległości (29 grudnia 1933)[1]
- Srebrny Krzyż Zasługi (19 marca 1931)[2]
- Złota Odznaka „Zasłużony Działacz Kultury Fizycznej”